# Sonatine
Sonatine é um filme de drama canadense de 1984 dirigido e escrito por Micheline Lanctôt. Foi selecionado como representante do Canadá à edição do Oscar 1985, organizada pela Academia de Artes e Ciências Cinematográficas.

## Elenco
- Marcia Pilote - Louisette
- Yves Jacques
- Pierre Giard
- Pierre Fauteux - Fernand
- Kliment Dentchev
- Pascale Bussières - Chantal